# Dincolo de zidul somnului
„Dincolo de zidul somnului” (titlu original „Beyond the Wall of Sleep”) este o povestire fantasy de H. P. Lovecraft. A părut prima oară în publicația Pine Cones din octombrie 1919.
În limba română a apărut în 2008 la Editura Vremea în colecția de povestiri Monstrul din prag.

## Povestea
Un stagiar dintr-un spital de boli mentale povestește din amintirile sale despre Joe Slater, un deținut care a murit în spital la câteva săptămâni după ce a fost închis pentru crime comise cu sălbăticie. El îl descrie pe Slater ca pe un „naturalizat tipic din regiunea Catskill Mountain, care se încadrează exact expresiei «gunoi alb» din Sud” și pentru care „legile și morala sunt inexistente” și că „starea sa generală mentală este, probabil, sub cea a oricărui alt popor nativ american”. 
Deși crima lui Slater a fost neprovocată și extrem de brutală, el arăta ca o persoană de o absurdă prostie inofensivă. Doctorii au estimat vârsta lui la aproape patruzeci de ani.  În timpul celei de-a treia nopți de detenție, Slater a avut primele sale atacuri. El a trecut de la un somn neliniștit la o frenezie atât de violentă încât a fost nevoie de patru infirmieri ca să-l pună în cămașa de forță. Timp de 14 minute dă detalii despre o lume oribilă în mijlocul căreia pretinde că se află și despre o entitate de groază.